# Павле Вукоје
Павле Вукоје (Пађени, код Билеће, 29. јун 1909 — Острожац, код Јабланице, 11. март 1943), учесник Народноослободилачке борбе и народни херој Југославије.

## Биографија
Рођен је 29. јуна 1909. године у селу Пађенима, код Билеће. Потицао је из сиромашне сељачке породице. Након завршетка основне школе, живео је у родном месту и са родитељима се бавио земљорадњом. Након одслужења војног рока, 1934. године је отишао у на жандармеријски курс у Струмицу, а потом је у Сремској Каменици завршио жандармеријски подофицирски курс. До почетка Другог светског рата налазио се на дужности командира жандармеријске станице у Босанској Дубици. Током годишњег одомора одлазио је у родно место, где се дружио са људима који су били опозициони настројени и преко њих је дошао у додир са члановим Комуниситчке партије Југославије (КПЈ). Као припадник жандармерије, био је коректан у опхођењу према грађанима Боснске Дубице, па су га људи ценили и поштовали.
Након окупације Југославије, априла 1941. године, напустио је Босанску Дубицу и вратио се у родни крај. Одмах по доласку, Павле је обилазио људе и саветовао их да скривају оружје од усташа и италијанског окупатора, који су крајем априла и почетком маја 1941. године водили акцију одузимања оружја од народа. Када су отпочели масовни усташки злочини над Србима у Херцеговини, учествовао је у стварању сеоских стража и чета, које су обезбеђивали народ у селима и збеговима, од напада усташа. Био је припадник Пађенске устаничке чете и с њом је учествовао у нападу на усташко-домобранска упоришта у Дивину, Плани и Билећи, крајем августа и почетком септембра 1941. године. Као бивши жандармеријски наредник, Павле је у борбама показао велику војничку способност и храброст што га је издвојило из масе осталих бораца.
Средином септембра 1941. године, Павле је био примљен у чланство Комунистичке партије Југославије (КПЈ) и постављен за политичког комесара Пађенске чете, која је крајем октобра 1941. ушла у састав Партизанског батаљона „Владимир Гаћиновић”. У јесен и зиму 1941/1942. године са четом је учествовао у борбама против усташко-домобранских снага око Билеће и Гацка. Приликом реорганизације партизанских снага на терену Билећког и Гатачког среза, 1. марта 1942. године је био постављен за заменика политичког комесара Комбиноване партизанске чете, састављене од изабраних бораца од дотадашњих партизанских јединица са овог терена. Са овом јединицом водио је борбе против окупаторско-усташких снага, али и четника с којима је тада кулминирао сукоб.
Крајем априла 1942. године био је постављен за команданта Четвртог ударног батаљона, с којим је учествовао у борбама против усташко-домобранских и италијанских снага у северној Херцеговини — око Гацка, на Пустом пољу, код села Самобора и Казанаца и др. У свим овим борбама, Павле је иако заменик команданта, учествовао са својим борцима, због чега је био веома цењен од стране бораца. У време повлачења партизанских снага из Херцеговине и Црне Горе у западну Босну, у лето 1942. године, учествовао је у тешким борбама, за одбрану рањеника Централне болнице. У борбама на Зеленгори, показао је упорност и велику умешност у одбрани, док је на Трескавици, учествовао са својим борцима у јуришу на непријатељу, чиме је омогућио борцима Другог батаљона Херцеговачког партизанског одреда да разбију јаке четничке снаге, које су опколиле овај батаљон и изненадиле га.
Приликом формирања Десете херцеговачке ударне бригаде, 10. августа 1942. године, Павле је био постављен за командира Друге чете Другог батаљона. Средином децембра 1942. године је био постављен за команданта Петог батаљона. На челу бораца овог батаљона учествовао је у бројним борбама око Ливна, Дувна, Шујице, Јајца и др, а почетком 1943. године у борбама за ослобођења Жепче и Прозора. Погинуо је 11. марта 1943. године приликом немачког бомбардовања у близини Острошца, код Јабланице. Био је сахрањен у близини места погибије, а након ослобођења његови посмртни остаци су пренети и сахрањени у Спомен-костурници погинулих бораца у Парку хероја у Билећи.
Указом председника ФНР Југославије Јосипа Броза Тита, 27. новембра 1953. године, проглашен је за народног хероја.